# Grabownica Starzeńska (gmina)
Grabownica Starzeńska – dawna gmina wiejska istniejąca w latach 1934–1954 i 1973–1976 w woj. lwowskim, rzeszowskim i krośnieńskim (dzisiejsze woj. podkarpackie). Siedzibą władz gminy była Grabownica Starzeńska.

## Pierwsza odsłona (1934–1954)
Gmina zbiorowa Grabownica Starzeńska została utworzona 1 sierpnia 1934 roku w powiecie brzozowskim w woj. lwowskim z dotychczasowych jednostkowych gmin wiejskich: Górki, Grabownica Starzeńska, Grabówka, Humniska, Niebocko i Turzepole.
Na początku 1939 tytułami honorowego obywatelstwa gminy zostali wyróżnieni: Ignacy Mościcki, Edward Śmigły-Rydz, Felicjan Sławoj Składkowski, Eugeniusz Kwiatkowski.
Po wojnie gmina znalazła się w powiecie brzozowskim w nowo utworzonym woj. rzeszowskim. Według stanu z dnia 1 lipca 1952 roku gmina składała się z 6 gromad: Górki, Grabownica Starzeńska, Grabówka, Humniska, Niebocko i Turzepole. Gmina została zniesiona 29 września 1954 roku wraz z reformą wprowadzającą gromady w miejsce gmin.

## Druga odsłona (1973–1976)
Gmina została reaktywowana w dniu 1 stycznia 1973 roku. W jej skład weszło siedem sołectw: Górki, Grabownica Starzeńska, Grabówka, Jabłonka, Lalin, Niebocko i Pakoszówka. W porównaniu ze stanem sprzed 1954 roku, obszar gminy zwiększył się zatem o sołectwo Jabłonka, należące dawniej do gminy Dydnia w powiecie brzozowskim oraz o sołectwa Lalin i Pakoszówka, należące dawniej do gminy Sanok w powiecie sanockim; zmniejszył się jednak o sołectwa Humniska i Turze Pole, które weszły w skład gminy Brzozów w powiecie brzozowskim.
1 czerwca 1975 roku gmina znalazła się w nowo utworzonym woj. krośnieńskim.
2 lipca 1976 roku gmina została zniesiona, a jej tereny włączono do gmin:
- Brzozów – sołectwa Górki i Grabownica Starzeńska;
- Dydnia – sołectwa Grabówka, Jabłonka i Niebocko;
- Sanok – sołectwa  Lalin i Pakoszówka.